# Fan Bo Meng
Fan Bo Meng (* 16. Oktober 2000 in Würzburg) ist ein deutscher Tischtennisspieler und spielt in der Bundesligamannschaft des TTC RhönSprudel Fulda-Maberzell. 2025 wurde er Deutscher Vizemeister im Einzel.

## Karriere

### Jugend
Fan Bo Meng ist der Sohn des aus China stammenden Meng Qingyu, der in den 1990er Jahren in der Bundesliga spielte und heute als Trainer in Fulda arbeitet. Im Alter von 7 Jahren begann Fan Bo Meng mit dem Tischtennis bei TTC RhönSprudel Fulda-Maberzell. In seiner ersten Saison in der Schülerklasse konnte er noch kein Einzel gewinnen, wobei er gegen acht Jahre ältere Gegner spielte.
In den Jahren darauf durfte er ein Mal bei der U18 aushelfen. Im Jahr 2011 konnte er bei den hessischen Meisterschaften Schüler C 6 Spiele gewinnen. Im selben Jahr, im Alter von 10 Jahren, gewann er in der Jugendbezirksoberliga 25 Einzel und half bei den Herren in der Kreisklasse aus. Hier konnte er alle seine 11 Einzel gewinnen. 2015 wurde er im Doppel mit Jannik Xu deutscher Schülermeister.

### Übergang Jugend-Erwachsene
Zur Saison 2012/2013 spielte Meng erfolgreich bei der dritten Herrenmannschaft der TTC RhönSprudel Fulda-Maberzell auf Position eins. 24 Einzel konnte er gewinnen und kam in der Regionalliga Südwest bei der zweiten Herrenmannschaft zum Einsatz. In den darauf folgenden zwei Saisons spielte Meng im vorderen Paarkreuz eine gute Rolle und hatte immer eine positive Bilanz.
In der Saison 2015/2016 durfte er zum ersten Mal ein Spiel in der Bundesliga bestreiten. Er verlor allerdings gegen Bojan Tokič glatt in drei Sätzen. Zudem konnte er das Turnier der Top 24 Jugendlichen in Deutschland gewinnen und wurde zweiter bei den deutschen Meisterschaften im Doppel.

### Aufstiege mit der zweiten Herrenmannschaft
In der Saison 2015/2016 spielte die zweite Herrenmannschaft von Fulda noch in der Oberliga West nach drei Aufstiegen in Folge konnte man 2017/2018 in Liga zwei aufsteigen. Meng spielte hier immer im vorderen Paarkreuz und wurde zur Saison 2019/2020 in die erste Herrenmannschaft übernommen. Hier konnte er zwei Einzel gewinnen, einmal gegen Robin Devos und einmal gegen Anders Lind.

## Erfolge
2017 konnte Meng seinen Titel bei den Top 24 der Jugendlichen verteidigen. Außerdem wurde er Team-Europameister und deutscher Meister im Doppel. Auch 2018 gewann er wieder die deutschen Meisterschaften im Doppel und wurde im Einzel Vizemeister. Im gleichen Jahr konnte er sich gegen die zwölf besten Spieler der Jugend in Deutschland durchsetzen und gewann das Turnier. Im selben Jahr gelang ihm ein erster großer Sieg international bei den Swedish Open, wo er am Ende den 3. Platz belegte.
2019 spielte er auch bei den German Open, allerdings verlor er sein Auftaktspiel gegen Ioannis Sgouropoulos mit 2:4 Sätzen. Bei den Belarus Open 2019 konnte er erst nach drei Runden vom erfahrenen französischen Tischtennisspieler Emmanuel Lebesson bezwungen werden. Die U21 Spanish Open 2020 schloss Meng auf dem zweiten Platz ab.
2020 konnte er auch die hessischen Meisterschaften gewinnen, bei den deutschen Meisterschaften scheiterte er an Dang Qiu.
2022 besiegte er Timo Boll im Hinspiel der TTBL Final Four. Es war Bolls erste Niederlage in diesem Wettbewerb.